# Giovanni Francesco Busenello

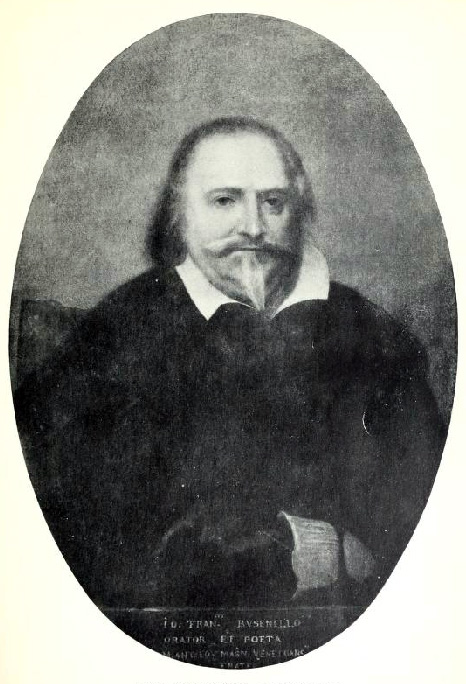
Giovanni Francesco Busenello

Giovanni Francesco Busenello (Venetië, 24 september 1598 - Legnaro (in de omgeving van Padua), 27 oktober 1659) was een schrijver van 5 operalibretto's, met name voor Francesco Cavalli. Zijn veruit bekendste libretto was voor de L'Incoronazione di Poppea van Claudio Monteverdi, gepubliceerd in 1656 in de librettoverzamelbundel Delle hore ociose (Venetië).
Busenello studeerde vermoedelijk rechten in Padua. Hij was lid van verscheidene academiën: de Delfici, Humoristi, Imperfetti en - de meest aanzienlijke - : de Accadmia degli Incogniti. De laatste was een groep libertijnen en sceptici die de dienst uitmaakte in de literaire wereld van de (commerciële) openbare opera in Venetië (1637 en later).
Busenello heeft in deze beginjaren van de Venetiaanse commerciële opera vijf libretto's geschreven, die sterk verschillen van onderwerp: het lijkt een zoektocht naar succesvolle onderwerpen voor de nieuwe - voor iedere betalende bezoeker toegankelijke - opera met zijn nieuwe publiek. Van deze vijf libretto's hebben twee opera's een historisch onderwerp (namelijk l'Incoronazione di Poppea (met de kring rond Nero) en La prosperita di Giulio dittatore (1646-muziek van Cavalli, met de kring rond Julius Caesar). Maar er is ook een amoureus, op Il Pastor Fido geënt, herdersspel, Gli Amore d'Apollo e Dafne.
Hij neemt als librettist totale vrijheid: bij hem niet langer de klassieke eenheid van handeling, plaats en tijd. Maar ook een zeer vrij omgaan met oude vormen en historische gegevens. Typisch is het inweven van extra intriges om het drama te verhevigen (zie L'Incoronazione di Poppea). Ook wordt de klassieke eenheid van plaats en tijd losgelaten. Petrarca heeft afgedaan: er wordt gekozen voor modern taalgebruik met name wat betreft de erotische aspecten. Zijn libretto's zijn daardoor wisselend van verfijnd poëtisch tot ronduit erotisch en - in sommige ogen - zedeloos.
- Biblioteca Nacional de España: XX1689267
- Bibliothèque nationale de France: cb118946365 (data)
- CiNii: DA06974805
- Gemeinsame Normdatei: 119300060
- International Standard Name Identifier: 0000 0001 1019 6594
- Library of Congress Control Number: n83065633
- MusicBrainz: c7c069f5-ee96-492a-b639-5c88f916fa3e
- Nationale Bibliotheek van Tsjechië: xx0166771
- Nationale Bibliotheek van Israël: 987007284363305171
- Nederlandse Thesaurus van Auteursnamen: 071851356
- Istituto Centrale per il Catalogo Unico: BVEV015924
- SNAC: w6086kwj
- Système universitaire de documentation: 026760142
- Trove: 1094798
- Virtual International Authority File: 8423
- WorldCat: E39PBJgXc8CFdpwpwFkqgQDg8C